# Brännan (Luleå)
Brännan is binnen de Zweedse gemeente Luleå de aanduiding van diverse dorpjes. De dorpjes hebben allen zo weinig inwoners dat ze niet voorkomen op de lijst van steden en dorpen (tätort en småort) van Zweden en Luleå zelf. Slechts een van de dorpen vormt daarop een uitzondering; het komt voor op de lijst van småorts. De gemeente Luleå erkent / kent het echter niet als dorp en kan daardoor niet aangeven welke van de dorpjes de aanduiding småort heeft gekregen. Bij verdere informatiewinning bij de gemeente denkt men dat Brännan bij Rutvik wordt bedoeld, omdat dat het grootste Brännan binnen de dorpjes is.
Brännan (nummer 2 van de hieronder genoemde kaart) ligt ten noordoosten van Rutvik aan de Europese weg 4 op 50 meter hoogte ten opzichte van zeeniveau. De coördinaten zijn van dit dorp.